# Rumänische Kultur
Die rumänische Kultur wurde grundlegend durch die geographische Lage Rumäniens zwischen Mitteleuropa, Osteuropa und dem Balkan beeinflusst, sie kann jedoch keiner der Kulturen dieser Regionen vollständig zugeordnet werden. Sie hat ihre Ursprünge in einer Mischung der Elemente der antiken römischen und der dakischen Kulturen. Dies ist allerdings weiterhin Gegenstand kontroverser Diskussionen (s. Dako-romanische Kontinuitätstheorie). In der Spätantike sowie im Mittelalter kamen slawische Einflüsse der benachbarten Völker der Bulgaren, Serben, Ukrainer, Polen und Russen hinzu, ferner Einflüsse des hellenistisch geprägten byzantinischen Reiches, der Ungarn und später osmanische Elemente sowie Beiträge der Siebenbürger Sachsen. Seit etwa 250 Jahren orientierte sich Rumänien mehr oder minder stark an den westlichen Kulturen, vor allem an der französischen und der deutschen. Nach der Revolution 1989 trat der noch in den 1930er Jahren dominierende kulturelle Einfluss Frankreichs gegenüber dem der USA zurück.

## Historische Entwicklung

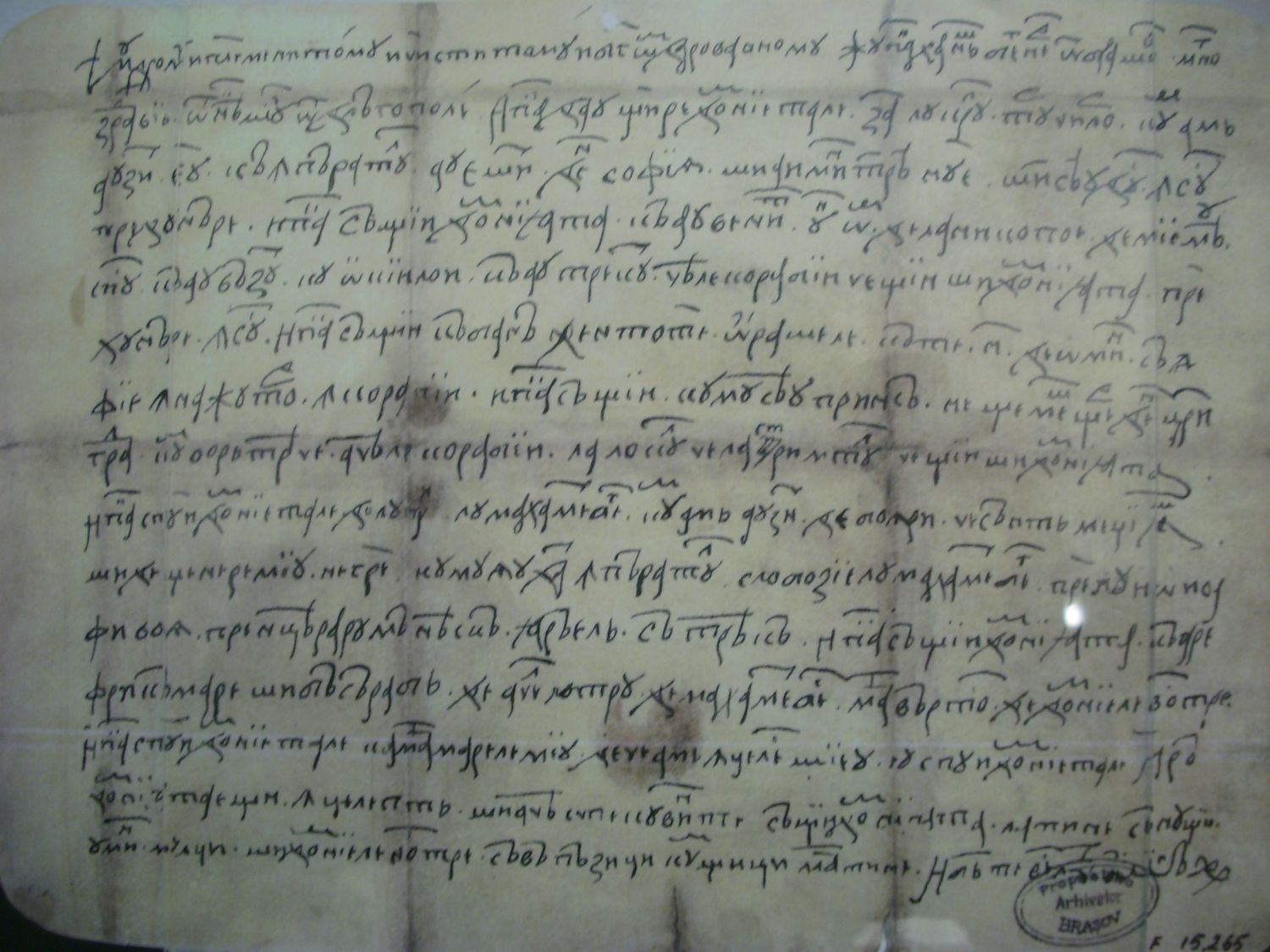
Neacșus Brief von 1521 ist das älteste erhaltene Schriftstück in rumänischer Sprache
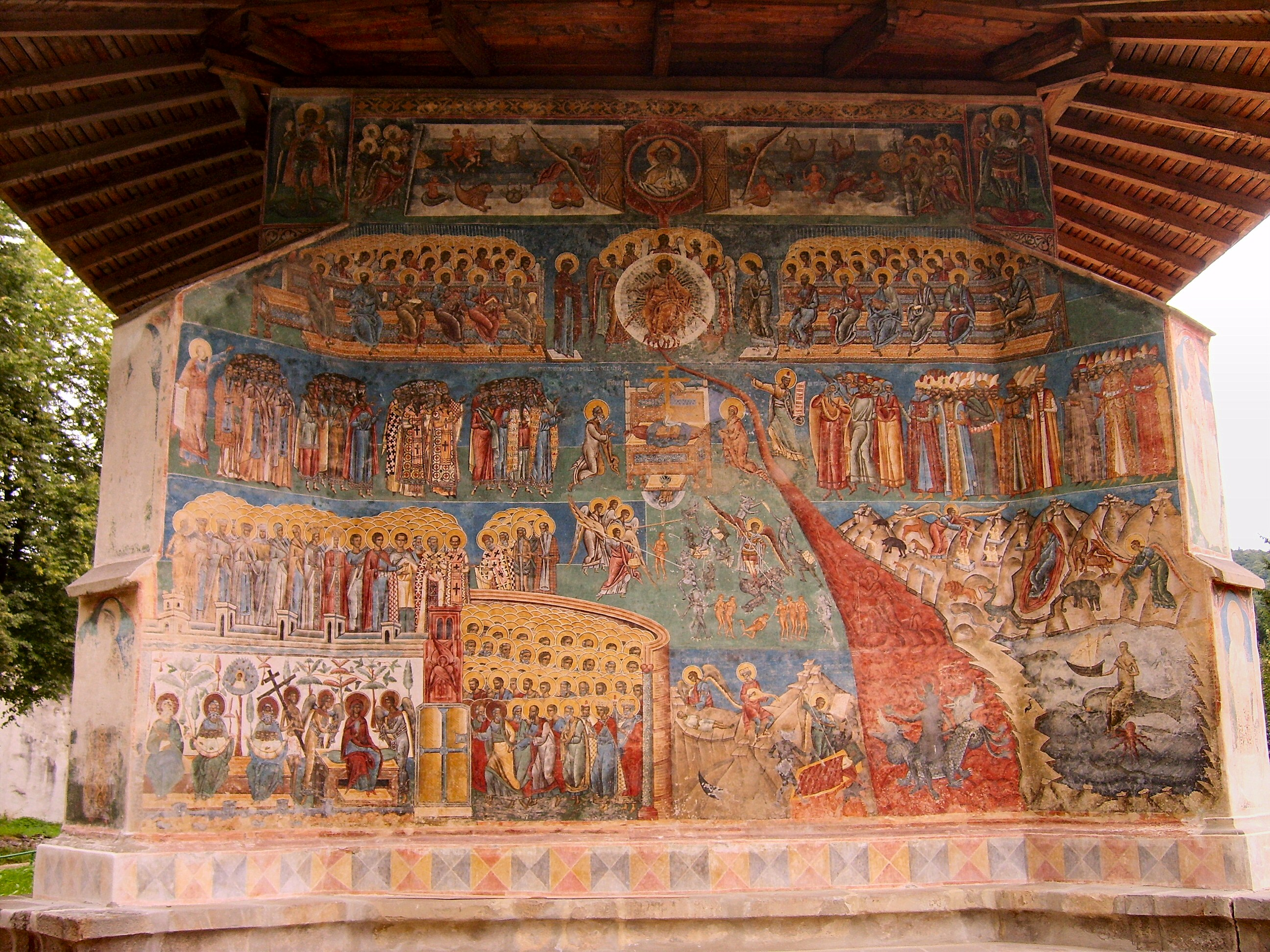
Darstellung des Jüngsten Gerichts, Kloster Voroneț, 1547

### Die Anfänge
Die Rumänen selbst sehen sich in der Tradition der antiken römischen Kultur. Dies ist allerdings in der Wissenschaft weiterhin umstritten, obwohl die rumänische Sprache eine romanische Sprache ist und viele Sitten und Gebräuche denen anderer romanisierter Nationen ähnlich sind.
Zwischen dem 11. und dem 14. Jahrhundert entstanden in den Karpaten die Fürstentümer Walachei, Siebenbürgen und Moldau, die in etwa die Vorläufer des heutigen Rumänien darstellen.
Siebenbürgen fiel Ende des 11. Jahrhunderts unter ungarischen Einfluss. Fortan unterschied sich die kulturelle Entwicklung Rumäniens dort von der anderer „rumänischer“ Fürstentümer. Die Ungarn brachten die katholische Konfession in das zuvor bulgarisch-orthodoxe Land und erlaubten dem Deutschen Orden die Ansiedlung deutscher Siedler.
Siehe auch: Geschichte Rumäniens

### Mittelalter
Das Mittelalter beginnt in den rumänischen Fürstentümern Walachei und Moldau erst im 14. Jahrhundert, als es in Westeuropa schon zu Ende ging und die Renaissance sich vorbereitete. Die verspätete Gründung der beiden Fürstentümer ist unter anderem darauf zurückzuführen, dass die Region zwischen dem 4. und dem 12. Jahrhundert Schauplatz der Völkerwanderung war. Westgoten, Gepiden, Slawen, Hunnen, Protobulgaren, Magyaren, Tataren durchquerten die Region, siedelten sich zeitweise hier an und hinterließen viele Spuren, die heute noch sowohl archäologisch als auch in der Toponymie und in der rumänischen Sprache sichtbar sind.

### Neuzeit

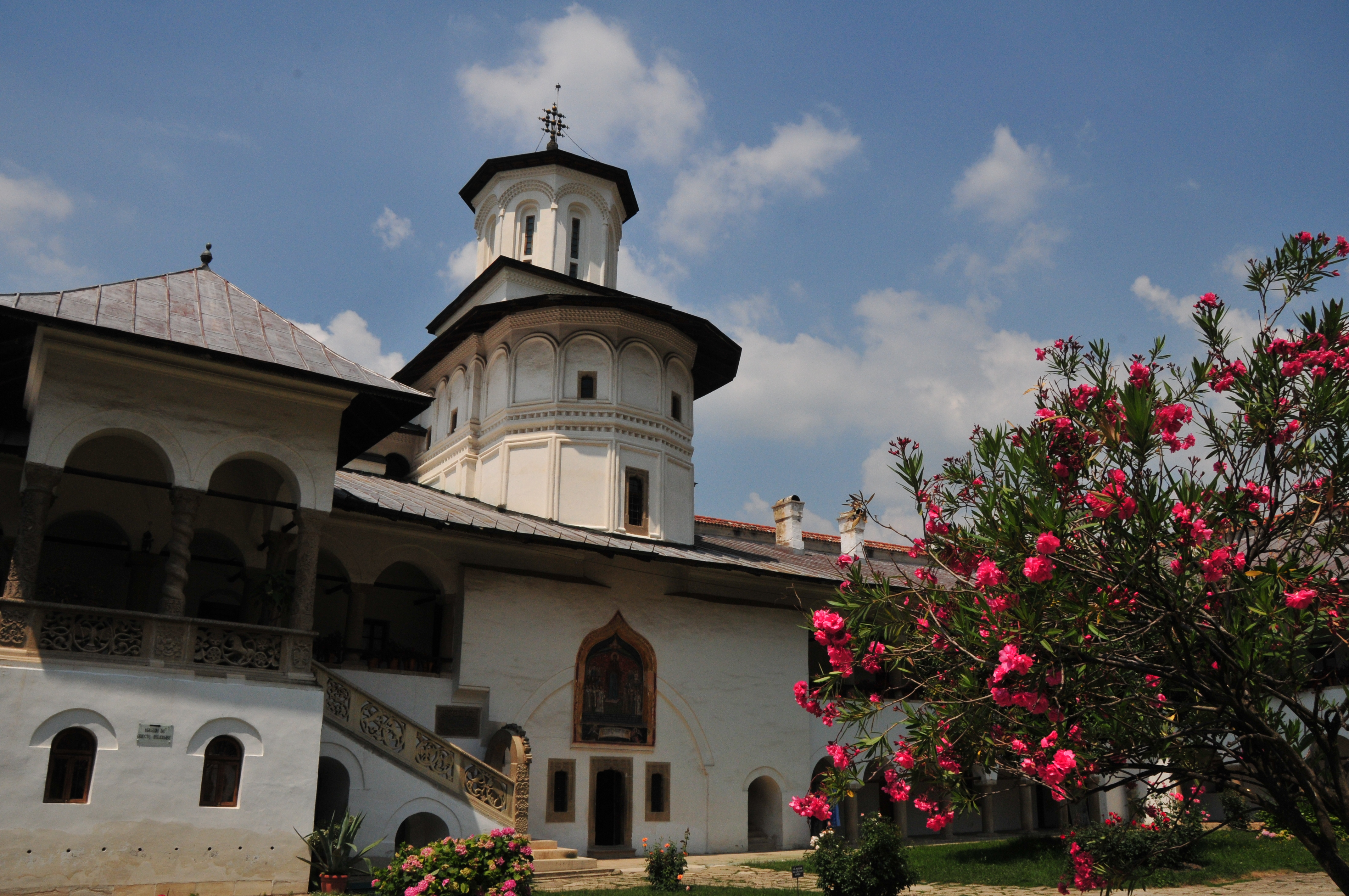
Kloster Horezu, gestiftet 1690 durch Constantin Brâncoveanu
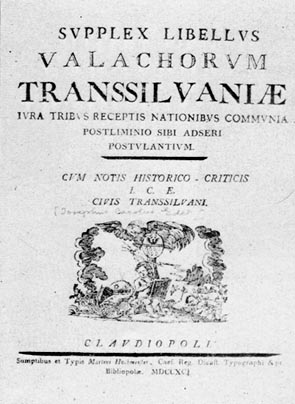
Erste Seite der Supplex Libellus Valachorum eine Bittschrift aus Cluj

Frühe Zeugnisse der rumänischen Literatur waren die Chroniken des Fürstentums Moldau von Grigore Ureche (1590–1647), der zuerst den lateinischen Ursprung der Rumänen zeigte, Miron Costin, einem gebildeten Großbojaren und Politiker, Ion Neculce (1672– ca. 1745) und Dimitrie Cantemir, einem polyglotten Historiker, Musiktheoretiker und humanistisch gebildeten Enzyklopädisten, der zuerst in osmanischem, dann in russischem Dienst stand.
Als Höhepunkt der Kultur und Kunst in der Walachei an der Schwelle zwischen Mittelalter und Neuzeit gilt die Herrschaftszeit von Constantin Brâncoveanu (1688–1714). Der sogenannte Brâncoveanu-Stil (stilul brâncovenesc) ist eine Synthese zwischen der rumänischen mittelalterlichen Kunst und Elementen der westeuropäischen Renaissance und des Barock.
In dem zum Herrschaftsbereich der Habsburger zählenden Siebenbürgen waren die Rumänen eine von der österreichischen Staatsmacht nur „geduldete Nation“ und politisch unterrepräsentiert. Ende des 18. Jahrhunderts begann mit der Școala Ardeleană (siebenbürgische Schule) eine rumänische Emanzipationsbewegung, die die romanischen Ursprünge der Rumänen betonte. So wurde das kyrillische durch das lateinische Alphabet ersetzt. Außerdem akzeptierte man die Vorherrschaft des Papstes über die rumänische Kirche (siehe dazu: Rumänische griechisch-katholische Kirche). 1791 verfasste man eine Bittschrift an Kaiser Leopold II., die Supplex Libellus Valachorum basierte auf der französischen Erklärung der Menschen- und Bürgerrechte und forderte gleiche politische Rechte für alle Ethnien in Siebenbürgen.
Zu Beginn des 19. Jahrhunderts gerieten die Walachei und Moldau aufgrund der Herrschaft des griechischen Fürstengeschlechts der Phanarioten unter hellenistischen Einfluss. Es gab in beiden Fürstentümern griechisch geprägte Lehranstalten. 1818 wurde die erste rumänische Lehranstalt in Bukarest von Gheorghe Lazăr gegründet, die Ion Heliade-Rădulescu nach dessen Erkrankung fortführte. Anton Pann war zu jener Zeit ein erfolgreicher Schriftsteller, Ienăchiță Văcărescu verfasste das erste Werk zur rumänischen Grammatik und sein Neffe Iancu Văcărescu gilt als der erste wichtige rumänische Dichter.
Die Rumänische Revolution von 1848 hatte auch Auswirkungen auf Siebenbürgen und die rumänischen Fürstentümer. Es entstand eine neue bürgerliche Elite, darunter:
- Mihail Kogălniceanu (Schriftsteller, erster Premier Rumäniens)
- Vasile Alecsandri (Politiker, Dramatiker und Poet)
- Andrei Mureșanu (Publizist und Verfasser der derzeitigen Nationalhymne Rumäniens)
- Nicolae Bălcescu (Historiker, Revolutionär).

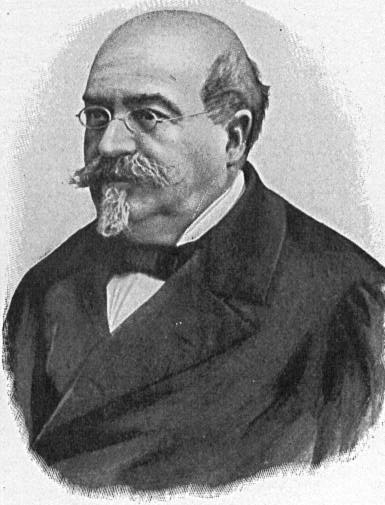
Mihail Kogălniceanu
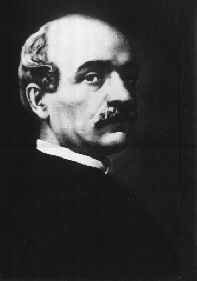
Vasile Alecsandri
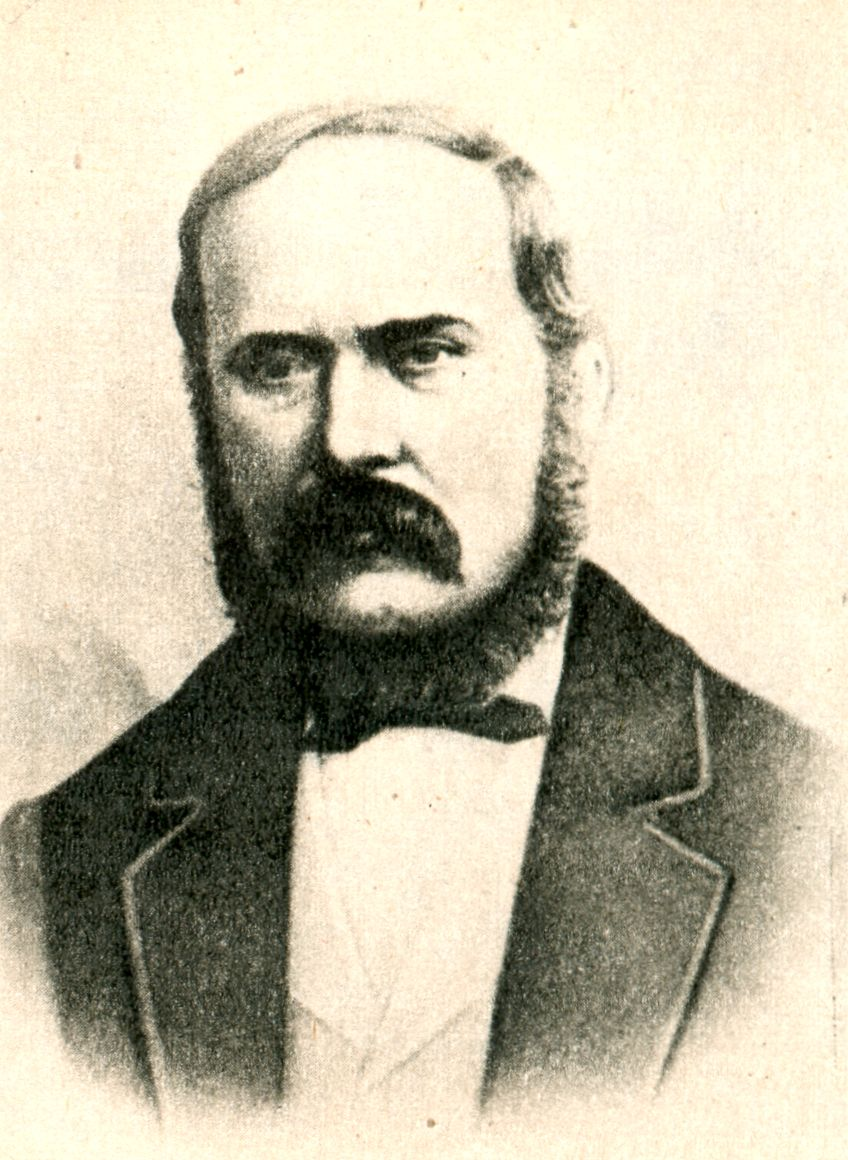
Andrei Mureșanu
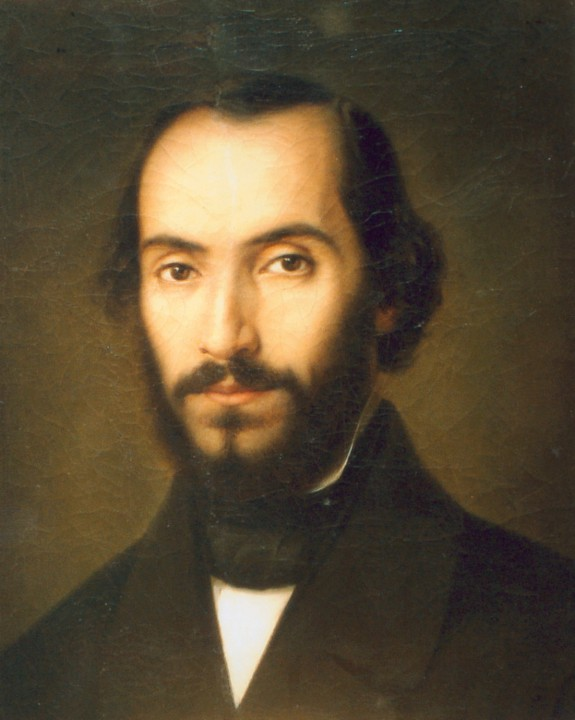
Nicolae Bălcescu

Mihai Eminescu
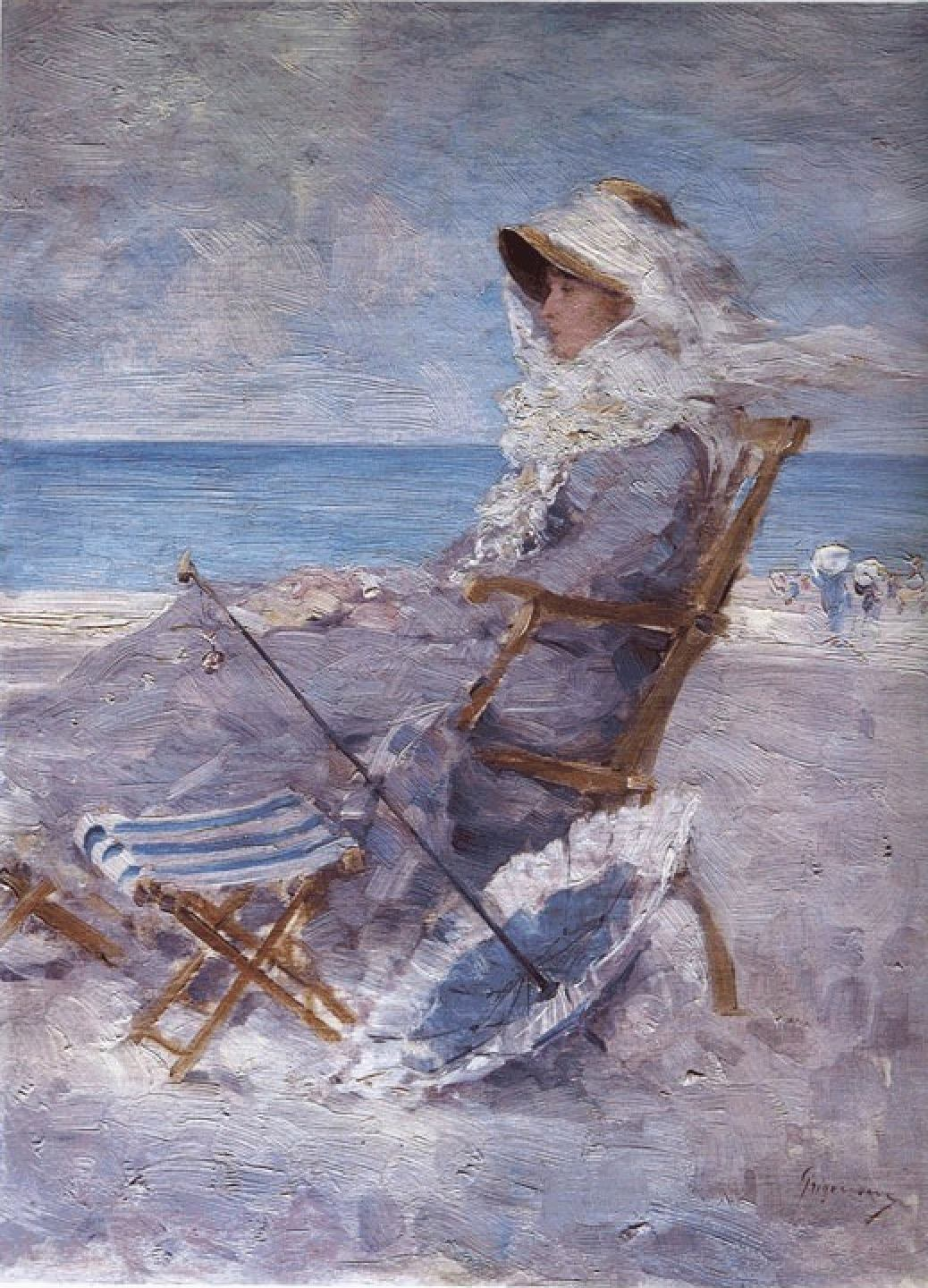
Nicolae Grigorescu, Am Meer (um 1880)

Die Vereinigung der Fürstentümer Walachei und Moldau 1859 brachte eine weitere Festigung der rumänischen Identität. In Iași und in Bukarest wurden Universitäten eröffnet, und es entwickelte sich ein eigenständiges kulturelles Leben. Der neue Fürst und spätere König von Rumänien Karl I. und seine Frau Elisabeth waren große Förderer der Kunst. Großen Einfluss hatte die literarische Gesellschaft Junimea, die von Leuten um den Literaturkritiker Titu Maiorescu 1863 gegründet wurde. Junimea gab die Zeitschrift Convorbiri Literare heraus, in der unter anderem der wohl bekannteste Dichter Rumäniens, Mihai Eminescu und Rumäniens bekanntester Dramatiker Ion Luca Caragiale, sowie der Romanautor Ion Creangă Teile ihrer Werke veröffentlichten.
Zur selben Zeit begründeten der impressionistische Maler Ion Andreescu, der vom französischen Realismus beeinflusste Nicolae Grigorescu und der Vertreter eines sozialen Realismus Ștefan Luchian die moderne rumänische Malerei. Alle drei schildern das Leben auf dem Dorf. Bei Luchian erhält die Darstellung der Nöte der Landbevölkerung vor dem Bauernaufstand von 1907 eine größere Dramatik. Der Komponist Ciprian Porumbescu stammt ebenfalls aus dieser Epoche.
In Siebenbürgen organisierte sich ebenfalls weiter die rumänische Emanzipationsbewegung, 1861 gründete man in Sibiu ASTRA, eine Gesellschaft zur Förderung der rumänischen Literatur und Kultur, weitgehend unter Kontrolle des rumänisch-orthodoxen Metropoliten Andrei Șaguna. Mit ihrer Hilfe konnte eine Vielzahl von Büchern und Zeitschriften in rumänischer Sprache herausgegeben werden. Die Gründung der Rumänischen Akademie am 1. April 1866 bildete einen Höhepunkt der kulturellen Emanzipation. Zwischen 1898 und 1904 wurde eine erste rumänische Enzyklopädie verfasst.
Folgende berühmte Persönlichkeiten brachte Siebenbürgen in dieser Zeit hervor:
- Ioan Slavici (Publizist und Romanschreiber)
- George Coșbuc (Publizist und Dichter)
- Ștefan Octavian Iosif (Dichter)
- George Bariț (Historiker und Zeitungsherausgeber)
- Badea Cârțan (Symbol der rumänischen Emanzipationsbewegung)

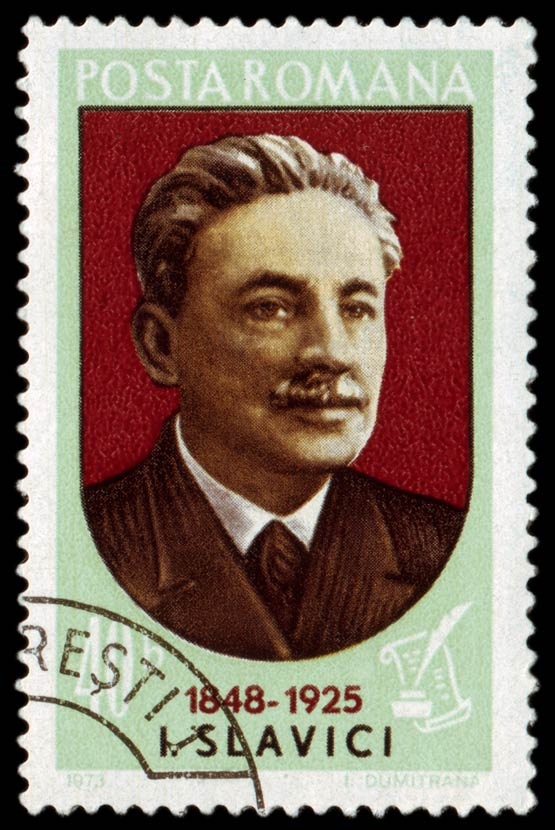
Ioan Slavici
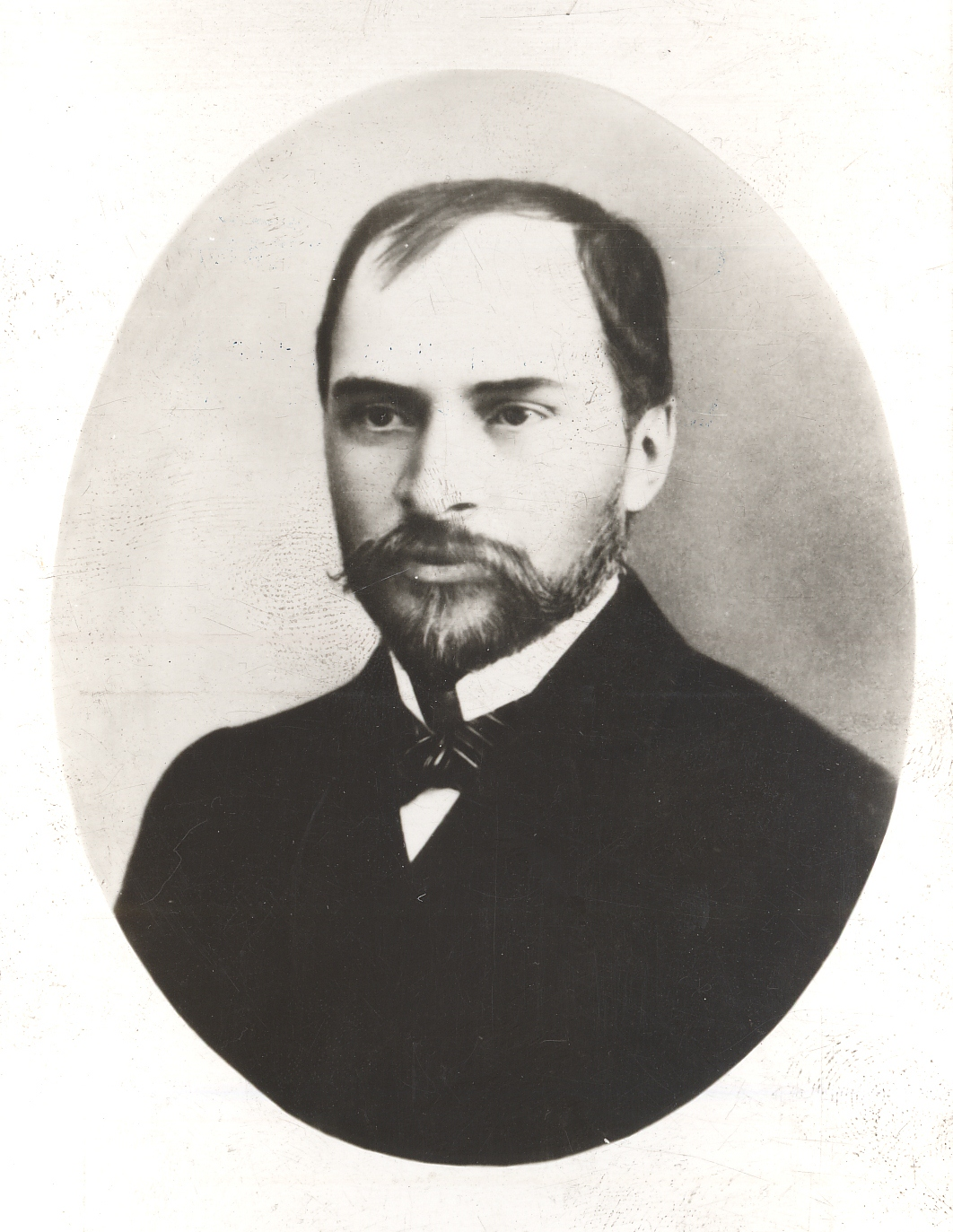
George Coșbuc
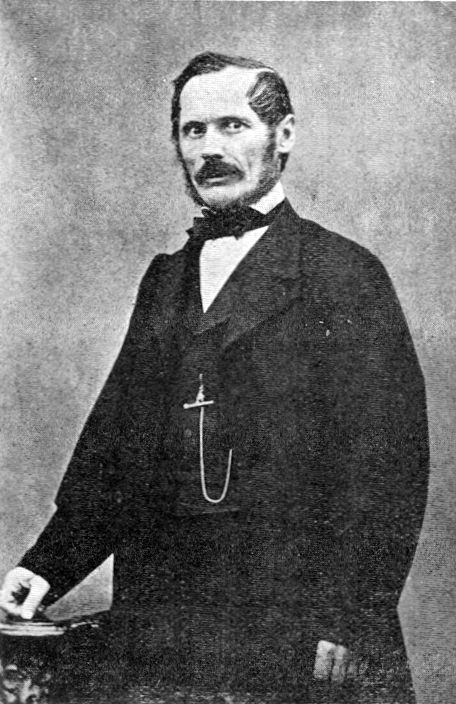
George Bariț
Badea Cârțan

### Goldenes Zeitalter
Nach dem Ersten Weltkrieg stand das Land vor der Aufgabe, die aus verschiedenen Landesteilen stammende Bevölkerung mit unterschiedlichen kulturellen und politischen Traditionen zur Einheit zu bringen und so zwischen dem hochkultivierten, westeuropäisch orientierten Siebenbürgen, dem russisch orientierten und vielfach analphabeten Bessarabien und dem alten Königreich Rumänien einen Ausgleich zu schaffen.
Die erste Hälfte des 20. Jahrhunderts gilt als das goldene Zeitalter rumänischer Kultur. Sie fand in dieser Zeit einer raschen Modernisierung internationale Anerkennung und orientierte sich stark an Westeuropa. Bukarest galt als „Paris des Ostens“: eine kosmopolitische Stadt, die eine ganze Reihe von bedeutenden Künstlern und Wissenschaftlern hervorbrachte. Einige rumänische Autoren begannen in französischer Sprache zu schreiben, so etwa der Lyriker Alexandru Macedonski und der Romancier Panait Istrati, der „Gorki der Balkanländer“ (so Romain Rolland).
Stark beeinflusst wurde die Epoche jedoch auch von dem aus den bäuerlich geprägten Ostkarpaten stammenden Nicolae Iorga, einem Historiker, Universitätsprofessor, Literaten, Dramatiker, Dichter und rumänischen Politiker, der sich als Vertreter einer volkstümlich-traditionalistischen Richtung scharf gegen den Kosmopolitismus wandte, mehr als 1250 Bücher verlegte und 25.000 Artikel verfasste.
Die 1920er und 1930er Jahre waren eine überaus produktive Epoche rumänischer Prosa mit Persönlichkeiten wie den Schriftstellern Liviu Rebreanu, der gesellschaftskritische Werke verfasste und die Schrecken des Krieges beschrieb, Mihail Sadoveanu, der Romane über die mittelalterliche Moldau verfasste, und Camil Petrescu (1894–1957), der den modernen rumänischen Roman begründete. Der Dramatiker Mihail Sebastian verfasste eine Vielzahl von Theaterstücken, die auf den zahlreicher werdenden Bühnen des Landes aufgeführt wurden. Eine bekannte Schauspielerin der Zeit war Lucia Sturdza Bulandra (1873–1961). Bekannte Poeten waren Tudor Arghezi, der als Revolutionär der rumänischen Dichtkunst gilt, sowie George Bacovia. Ion Barbu war Mathematiker und verfasste originelle poetische Werke.
Der Maler Jean Alexandru Steriadi hielt das bunte Treiben der Hauptstadt Bukarest in impressionistischen Bildern fest. Weltbekannt wurden der Bildhauer Constantin Brâncuși, der die Skulptur des 20. Jahrhunderts stark beeinflusste, der surrealistische Maler Victor Brauner, die Mitbegründer des Dadaismus Tristan Tzara und Marcel Janco, der seit den 1940er Jahren in Frankreich lebende Schriftsteller Eugène Ionesco, bedeutendster französischer Dramatiker der Nachkriegszeit und führender Vertreter des absurden Theaters, der Philosoph Emil Cioran und der Religionswissenschaftler Mircea Eliade. Weltberühmt wurden auch der Komponist George Enescu und der Pianist Dinu Lipatti.
Die Orientierung vieler Kunstschaffender am westlichen Europa wurde jedoch zum Gegenstand heftiger Auseinandersetzungen zwischen den „Traditionalisten“ und den sogenannten „Verwestlichern“. Der Dramatiker, Expressionist und Philosoph Lucian Blaga war eine wichtige Figur der Traditionalisten, während der Romanautor, Übersetzer, Literaturkritiker und Gründer der Literaturgesellschaft Sburătorul, Eugen Lovinescu (1881–1943), die Verwestlicher repräsentierte und den rumänischen Modernismus begründete.
Wichtige rumänische Maler waren Nicolae Tonitza, Camil Ressu, Gheorghe Petrașcu, Lucian Grigorescu und Theodor Pallady.

### Nach dem Zweiten Weltkrieg

#### Rumänen im Exil
Nachdem Rumänien 1947 in den Machtbereich des kommunistischen Sowjetregimes integriert wurde, verließ eine große Zahl Intellektueller das Land. Einige erlangten internationalen Ruhm, darunter: der Dramatiker Eugen Ionescu, Schöpfer des absurden Theaters und Mitglied der Académie française, der seit 1950 in französischer Sprache schrieb; der Religionshistoriker und Schriftsteller Mircea Eliade, der seine Werke in rumänischer und französischer Sprache verfasste, sowie der Essayist und Philosoph Emil Cioran. Der Rumäne Ioan Petru Culianu führte das Werk vom M. Eliade mit großem Erfolg in den USA fort.
Bekannte Musiker dieser Zeit waren Sergiu Celibidache erst Leiter der Berliner Philharmonie und später der Münchner Philharmoniker und Filmkomponist Vladimir Cosma, außerdem Constantin Silvestri, Leiter des Bournemouth Symphonie Orchesters. Gheorghe Zamfir wurde bekannt für sein Panflötenspiel. Ebenso stammt der Komponist und Architekt Iannis Xenakis aus Rumänien. Der im siebenbürgischen Brașov geborene Sänger und Komponist Peter Maffay machte in der Bundesrepublik Karriere.
Ebenfalls erwähnenswerte in Rumänien geborene, aber im Exil lebende Intellektuelle sind die beiden Nobelpreisträger George Emil Palade und der Jude Elie Wiesel, der seine Bücher vorwiegend in französischer Sprache verfasste.
Einige der bedeutenden deutschsprachigen Schriftsteller der Nachkriegszeit stammen aus Rumänien, so der in Czernowitz geborene Dichter Paul Celan, der seit 1948 in Paris lebte. Die aus dem Banat stammende Schriftstellerin und Nobelpreisträgerin Herta Müller lebt seit 1987 in Deutschland.

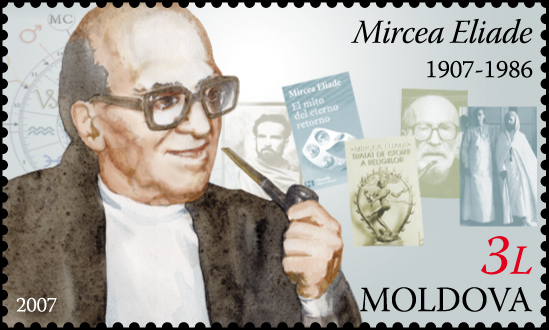
Mircea Eliade
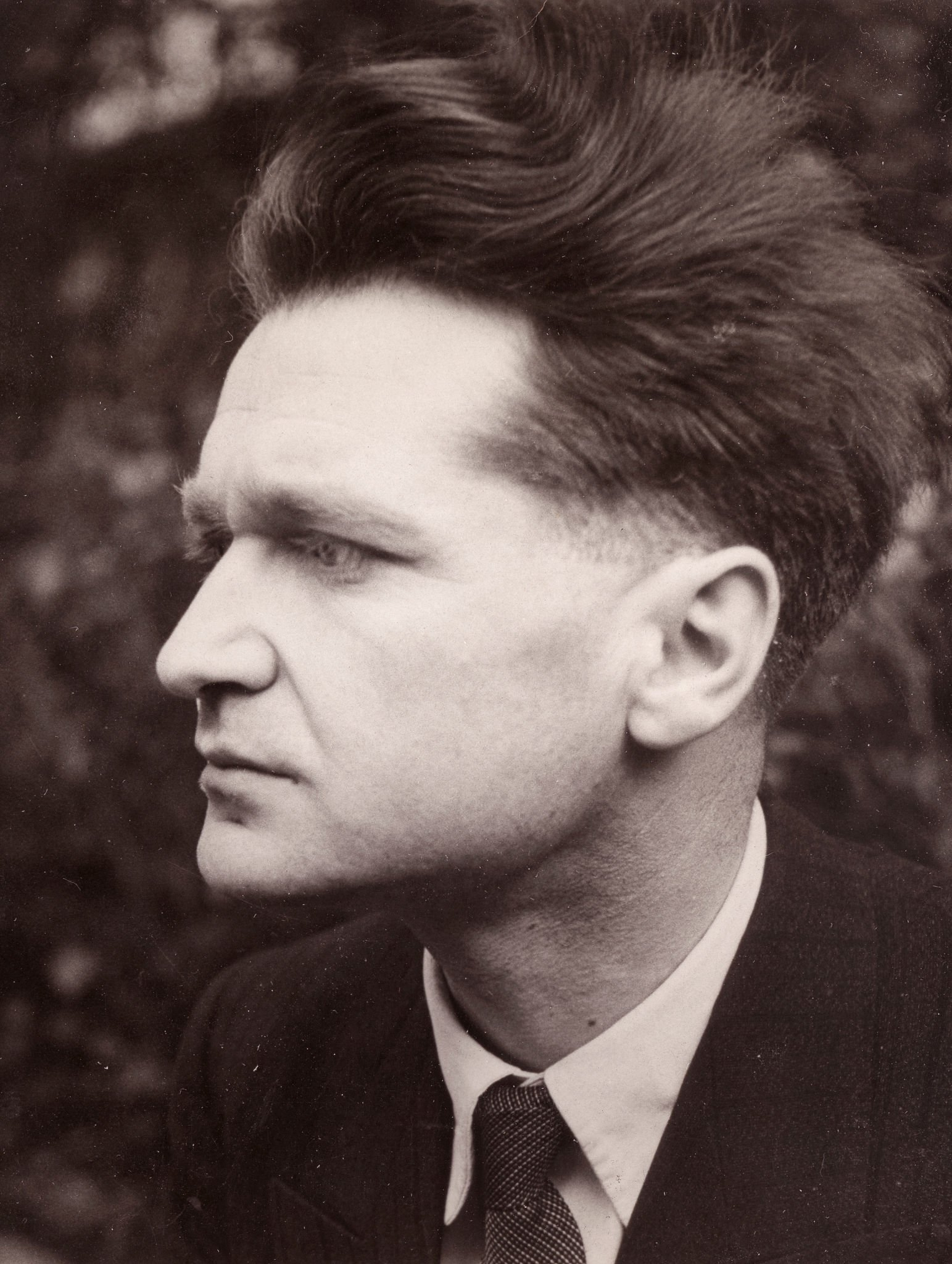
Emil Cioran
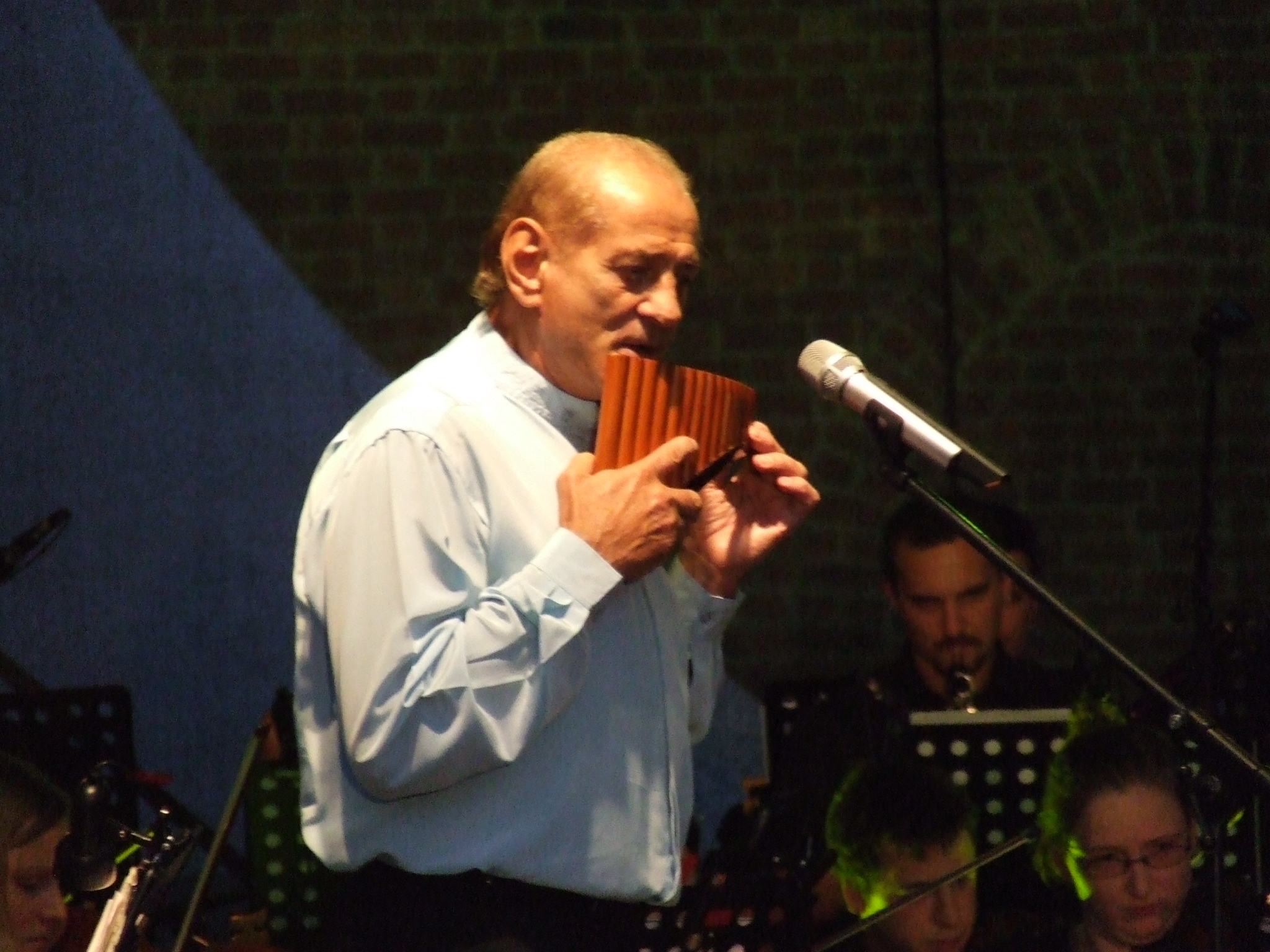
Gheorghe Zamfir
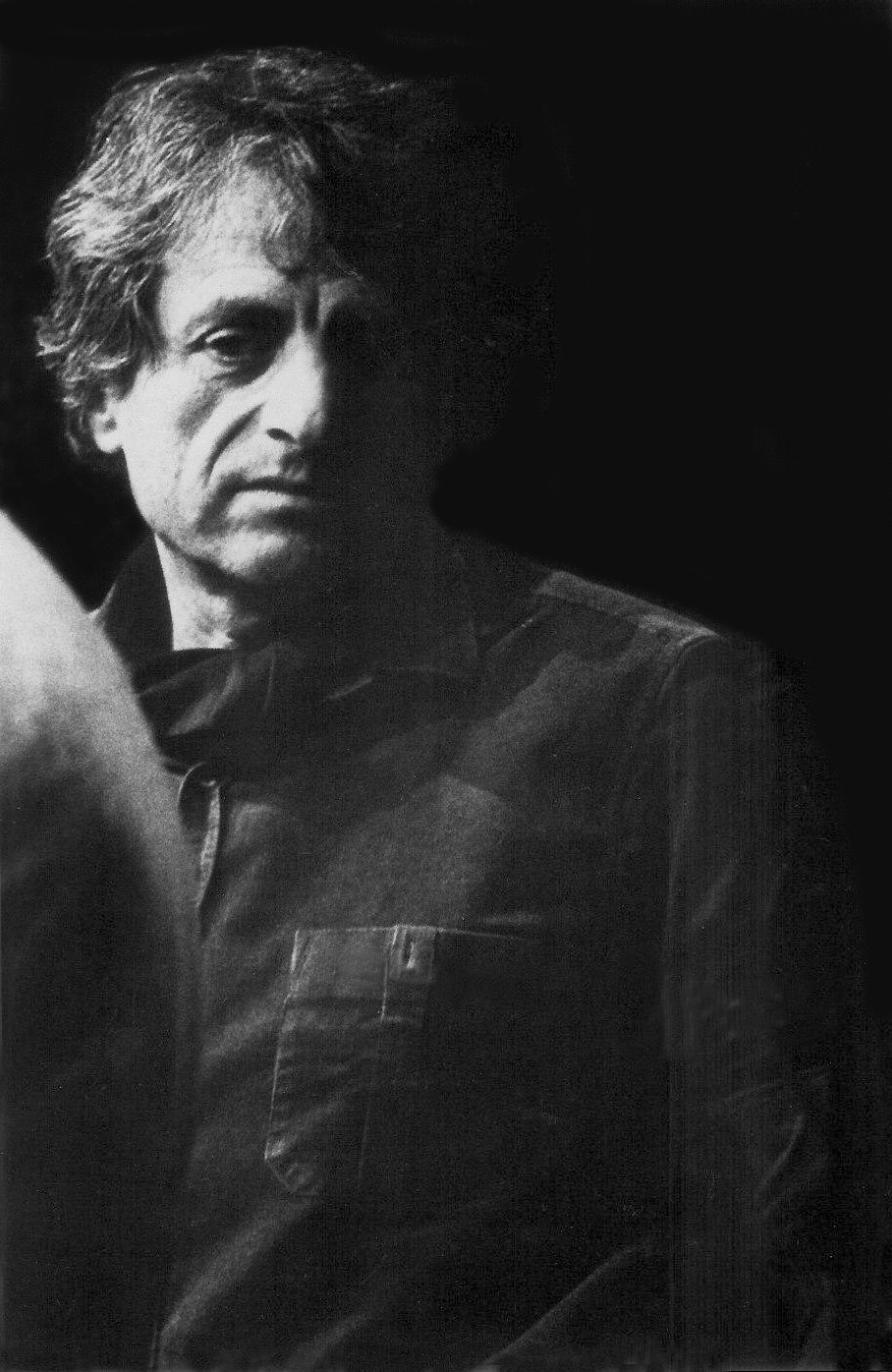
Iannis Xenakis
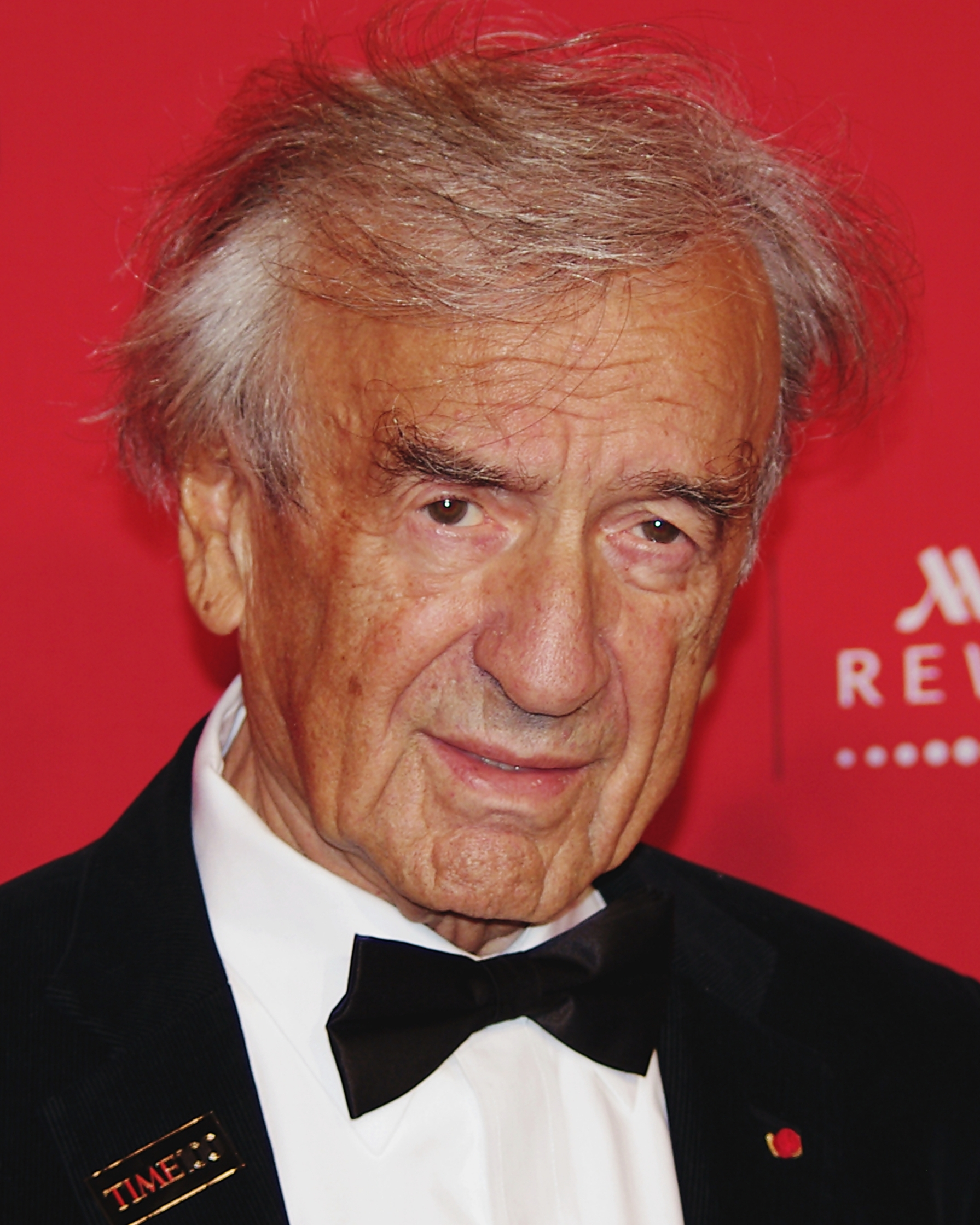
Elie Wiesel

#### Kultur im sozialistischen Rumänien
Literatur
Für die Pariser Ausstellung Le Surréalisme en 1947 lieferten rumänische Künstler und Literaten wichtige Beiträge, die André Breton zu der Bemerkung veranlasste, dass Rumänien mit dem Surrealismus identifiziert werden könne. sei. Nach dieser kurzen Phase des Aufbruchs nach dem Zweiten Weltkrieg bis zur Machtergreifung der Kommunisten im Dezember 1947 wurde die Literatur zum Instrument sozialistischer Bewusstseinsbildung. In Rumänien wurde, wie in anderen sozialistischen oder kommunistischen Staaten auch, das kulturelle Leben zensiert beziehungsweise von der herrschenden Partei als Instrument der politischen Bildung im Sinne sozialistischer Ideale verstanden. Es entstanden zwei Hauptströmungen: Die eine verherrlichte das Regime, ihre Arbeit wird heute als weitgehend bedeutungslos angesehen; die andere Strömung versuchte trotz Zensur eine kulturell wertvolle Kunst zu schaffen. Die wohl bekanntesten Persönlichkeiten dieser Zeit sind der Schriftsteller Marin Preda, dessen Romane von bleibender Gültigkeit sind, Eugen Jebeleanu, der das surrealistisch-expressionistisch gefärbte Antikriegspoem „Das Lächeln Hiroshimas“ verfasste, die Dichter Nichita Stănescu und Marin Sorescu und die Literaturkritiker Nicolae Manolescu und Eugen Simion. Zu nennen sind auch die „Oneiriker“ Leonid Dimov und Dumitru Țepeneag. Viele mussten überwacht vom Geheimdienst Securitate oder gar unter Hausarrest arbeiten. Einige zogen sich daher in die Abgeschiedenheit der orthodoxen Klöster zurück. Ihre Werke wurden erst nach der Revolution 1989 veröffentlicht, darunter die Werke der Philosophen Constantin Noica, Petre Țuțea und Nicolae Steinhardt.
In der zweiten Hälfte der 1960er Jahre kam es zu einer kulturpolitischen Öffnung, deren Vertreter sich am französischen Existenzialismus und an westeuropäischen Literaturdebatten orientierten. Vertreter waren u. a. Ioan Alexandru (1942–2000) und Ana Blandiana (* 1942) mit ihrer subjektiven Gedankenlyrik. Zahlreiche Titel der internationalen Literatur wurden ins Rumänische übersetzt. Die Lyrikerin Nora Iuga (* 1931) übertrug deutschsprachige Literatur ins Rumänische, darunter auch Titel von Herta Müller und Oskar Pastior.
In den 1970er Jahren kam es zu einer verstärkten Besinnung auf die nationale Identität und die nationalromantische Tradition des 19. Jahrhunderts, auf die Welt des Mythischen und der Symbole. Diesem Trend schlossen sich auch Lyriker wie Ioan Alexandru an. In der Prosa kam es zu einer vorübergehenden Abrechnung mit der Willkür der kommunistischen Machtorgane, mit Dogmatismus und Personenkult, so in Alexandru Ivasiucs Roman Racul („Der Krebs“, 1976). Bis in die 1980er Jahre erschienen relativ „politische“ Romane, die wichtige Aspekte der rumänischen Gesellschaft wie den Dort-Stadt-Dualismus oder die Situation der Intellektuellen thematisierten. Allerdings wurde die nationalistische Wende von der Diktatur rasch missbraucht bzw. im Zuge der außenpolitischen Umorientierung aktiv vorangetrieben.
Verlage wie Cartea Românească und Editura Eminescu veröffentlichten in sehr hohen Auflagen teilweise zensierte, teilweise direkt im Auftrag der Partei gedruckte Bücher, wie die Biblioteca pentru Toți („Bibliothek für Jedermann“) mit über 5000 Titeln. Generell wurden Bücher nie in Auflagen unter 50.000 verlegt. In beinahe jedem Ort wurden Bibliotheken aufgebaut und aufgrund der niedrigen Preise konnte sich beinahe jeder eine ansehnliche Sammlung anschaffen. Das Papier der Bücher war in dieser Zeit von so geringer Qualität, dass schon heute ein sehr großer Teil zerfallen ist.
Theater
Die kommunistische Partei subventionierte auch das Theater. So entstanden in vielen, auch kleineren Orten neue Theater. Dies geschah zum einen, um die kommunistischen Ideale transportieren zu können, zum anderen zum Aufbau eines rumänischen Nationalbewusstseins. Erwähnenswert ist das Nationaltheater Bukarest. Die rumänischen Theater führten jährlich mehrere hundert Stücke aufführten. Neben Klassikern wie Tschechow, Shakespeare und Molière wurden hauptsächlich nationale Autoren gespielt. Die Autoren entkamen der Zensur durch eine vieldeutige, metaphorische Sprache. Bei den kleineren Theatern handelte es sich häufig um halbprofessionelle „Arbeitertheater“.
Film
Ebenso entstanden schon ab den 1960er Jahren Kinos, in denen auch westliche Filme gezeigt wurden. Besonders populär wurden Westernfilme. Allerdings waren diese meist sehr stark zensiert, Szenen wurden ganz herausgenommen oder aber die Dialoge wurden ideologisch angepasst. In Rumänien beliebte Eigenproduktionen waren auf den Theaterstücken von Ion Luca Caragiale basierende Kurzfilme sowie in Buftea gedrehte Western und Historienfilme. Zu den international bekanntesten Regisseuren dieser Epoche zählen Liviu Ciulei (ausgezeichnet bei den Internationalen Filmfestspielen von Cannes 1965 für die beste Regie für seine Verfilmung des Romans Pădurea spânzuraților von Liviu Rebreanu), Lucian Pintilie (sein Meisterwerk Reconstituirea von 1968 wurde von der Kommunistischen Partei verboten und nach der Wende von 1989 von der Asociația Criticilor Români de Film zum besten rumänischen Film aller Zeiten gewählt) und Dan Pița (Concurs 1982; Faleze de nisip 1983; Silberner Bär 1985 für Pas în doi). Ein bedeutender Regisseur war auch Mircea Veroiu (Nunta de piatră 1973, zusammen mit Dan Pița). Ion Popescu-Gopo erhielt für seinen Zeichentrickfilm „Scurta istorie“ die Palme d’Or (Kurzfilm) in Cannes und wurde 1975 für Comedie fantastică für den Goldenen Bären (Berlin) nominiert. Auch der Maler Sabin Bălașa betätigte sich als Filmemacher. Ein bekannter Regisseur war auch Sergiu Nicolaescu und beliebte Schauspieler waren z. B. Amza Pellea, Florin Piersic und Jean Constantin.
Malerei
In der spätstalinistischen Phase setzte sich auch in Rumänien der sozialistische Realismus durch. Im Rahmen der kulturpolitischen Öffnung Mitte der 1960er Jahre kam es zu Experimenten mit einer Malerei der „sozialistischen Moderne“, basierend auf zunehmender Abstraktion, neoimpressionistischen oder auch expressiven Malstilen. Zu Beginn der 1970er Jahre wurde auch die naive Malerei wiederentdeckt, die in Rumänien eine lange Tradition hat. Einige Maler knüpften an die surrealistische Tradition der 1920er und 1930er Jahre an. Hinzu kamen internationale Einflüsse wie der der Op-Art.
Mitte der 1970er Jahre verstärkten sich ideologischer Druck und Personenkult. Großfresken und surrealistische Figurationen malte Sabin Bălașa. Die Malerei verflachte insgesamt, wurde immer trivialer, erholte sich aber nach 1989 rasch wieder. Über alle diese Phasen hinweg versuchte Ion Bitzan einen eigenen Stil zu entwickeln und experimentierte fortwährend mit neuen Techniken und Sichtweisen. Er gilt auch als Wegbereiter der Concept Art in Rumänien. Auch Schöpfer plastischer Werke wie Margarete Depner und Grafiker konnten sich teilweise den Stilvorgaben des sozialistischen Realismus entziehen.

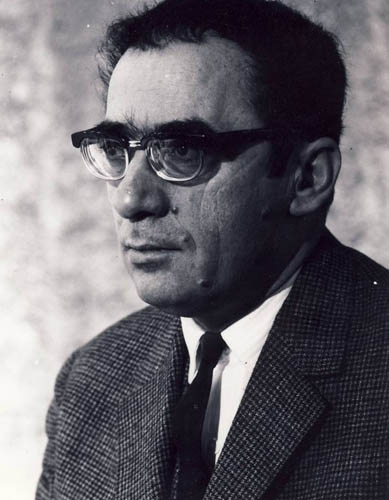
Marin Preda
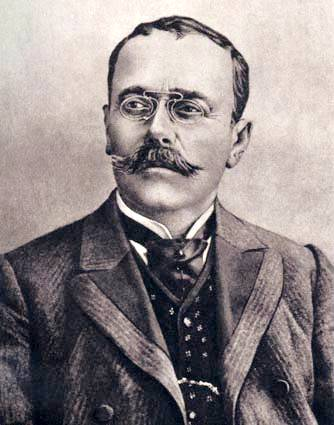
Ion Luca Caragiale
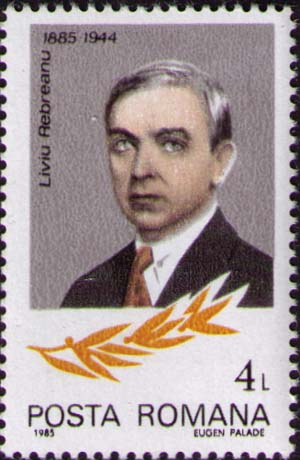
Liviu Rebreanu
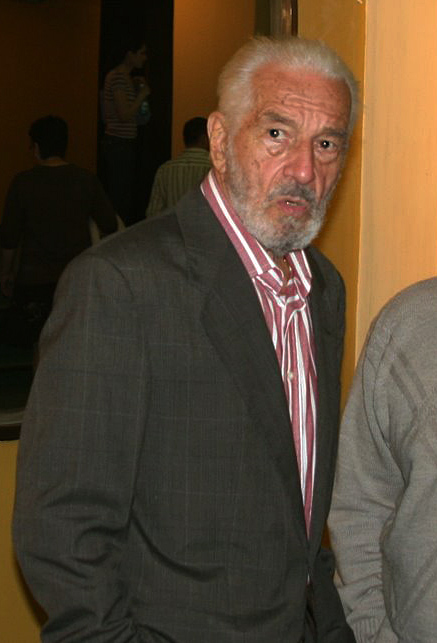
Sergiu Nicolaescu

### Entwicklung nach 1989
Literatur
Nach der Revolution 1989 konnte eine Vielzahl zuvor zensierter Bücher veröffentlicht werden, ebenso nahm die Zahl der Verlage schlagartig zu. Aufgrund der einsetzenden wirtschaftlichen Depression und in Ermangelung von Fördergeldern nahm ihre Zahl aber ebenso schnell wieder ab. Vielfach begannen die Verlagen nun, ausländische Titel in die Landessprache zu übersetzen, was negative Auswirkungen auf die heimische Literaturszene zeigte, gleichzeitig nahm aber auch die Qualität zu. Die bekanntesten Verlage sind Humanitas in Bukarest, Polirom in Iași und der auf wissenschaftliche Literatur spezialisierte Teora.
1989 entstand mit der Uniunea Scriitorilor eine Schriftstellervereinigung, die sich zum Ziel setzte, junge Schriftsteller zu unterstützen. Die zurzeit bekanntesten Autoren sind Mircea Cărtărescu („Die Wissenden“, deutsche Ausgabe 2007), Horia-Roman Patapievici, Andrei Pleșu, Gabriel Liiceanu und Mircea Dinescu, die aber häufig auf eine journalistische Tätigkeit zum Bestreiten ihres Lebensunterhalts angewiesen sind. Im Exil lebt der in Rumänien beliebte Andrei Codrescu, der allerdings hauptsächlich auf Englisch schreibt. Zu den jüngeren Autorinnen gehört die in der Schweiz lebende Dana Grigorcea (* 1979) („Baba Rada. Das Leben ist vergänglich wie die Kopfhaare“, deutsch 2015), in der sie die amerikanischen Geheimdienstaktivitäten im Antiterrorkampf in Rumänien thematisiert. 2010 wurde Nora Iugas erster Roman „Die Sechzigjährige und der junge Mann“ ins Deutsche übersetzt. Darin zeichnet sie ein fast dokumentarisches Bild des kulturellen Lebens in Rumänien unter Ceausescu.
Nach der Wirtschaftskrise 2008 sanken die Buchauflagen erneut drastisch. Im März 2018 ist Rumänien Gastland der Leipziger Buchmesse.
Theater
Die rumänische Theaterszene litt zum einen unter dem wirtschaftlichen Niedergang Rumäniens, zum anderen unter dem Aufbau einer neuen Fernsehlandschaft. Die bekanntesten Theater konnten mit Fördermitteln und durch Investitionen in die eigene Qualität überleben. Unter Studenten sind einige experimentelle Theater beliebt. Uniter, die nationale rumänische Theatergenossenschaft, vergibt jährlich Auszeichnungen. Erwähnenswerte Regisseure der Gegenwart sind Silviu Purcărete, Tompa Gabor, Alexandru Dabija und Alexandru Darie, bekannte Schauspieler sind Ștefan Iordache, Victor Rebenciuc, Maia Morgenstern, Marcel Iureș, Horațiu Mălăele, Ion Caramitru, Mircea Diaconu, Marius Chivu. Der ausgewanderte Matei Vișniec, der mit seinen Theaterstücken auch international großen Erfolg hat, schreibt auf Französisch sowie Rumänisch und wurde nach 1989 zu einem der meistgespielten Bühnenautoren in Rumänien.
Film
Die rumänische Filmindustrie litt sehr in den 1990er Jahren. Internationaler Anerkennung erfreuten sich vor allem Dan Pița (Internationale Filmfestspiele von Venedig, Leone d’Argento, 1992 für Hotel de lux), Lucian Pintilie (Internationale Filmfestspiele von Venedig, Premio Speciale della Giuria, 1998 für Terminus paradis), und Mircea Daneliuc. Trotz der Anfangsschwierigkeiten wuchs eine neue Generation von Regisseuren heran, die ab etwa 2000 zahlreiche internationale Erfolge registrierte. Viele sprechen von einem „Romanian New Wave“. Cătălin Mitulescu gewann 2004 die Goldene Palme für den Kurzfilm Trafic. Nae Caranfils Film Filantropica und Cristi Puius Der Tod des Herrn Lazarescu wurden auch international auf dem Filmfestival von Cannes bekannt. Cristian Mungius 4 Monate, 3 Wochen und 2 Tage gewann 2007 in Cannes die Goldene Palme als bester Film. Andere Erfolge: Cristi Puiu (Goldener Bär 2004 für den Kurzfilm Un cartuș de Kent și un pachet de cafea); Corneliu Porumboiu (Caméra d’or, Cannes 2005); Cristian Nemescu (Un Certain Regard für California Dreamin' Cannes, 2007); Marian Crișan (Silberner Leopard/Premio speciale della giuria, Locarno 2010 für den Film Morgen); Cristian Mungiu (Preis für das beste Drehbuch/Prix du scénario und Beste Darstellerin für die beiden Hauptdarstellerinnen des Films Hinter den Hügeln, Cannes, 2012); Călin Peter Netzer (Goldener Bär 2013 für Poziția Copilului/Child's Pose). Neben Eigenproduktionen ist Rumänien aufgrund der vielfältigen, weitgehend noch unberührten Landschaft, der interessanten Architektur der Städte und Dörfer sowie der niedrigen Kosten bei ausländischen Produzenten beliebt.
Festivals
Rumänien sucht Anschluss an die internationale Kunstszene. So nimmt die Anzahl an Veranstaltungen wie die „Kuhparade“ 2005 in Bukarest jährlich zu. Zurzeit sind mittelalterliche Festivals, das Nachstellen mittelalterlicher Schlachten sehr populär. Das wichtigste Theaterfestival findet in Sibiu statt, die wichtigsten Filmfestivals sind das „TIFF“ Film Festival in Cluj-Napoca, das „Dakino“ Film Festival in Bukarest und das „Anonimul“ Film Festival am Donau-Delta.
Musik
Das wichtigste Festival ist das „George Enescu“ Klassische Musik Festival, und auch die „Jeunesses Musicales International“ und verschiedene Jazz-Festivals in Sibiu und Bukarest finden Anerkennung. Sibiu wurde zu einer Kulturhauptstadt Europas des Jahres 2007 gekürt. Zu den wichtigsten zeitgenössischen Komponisten zählen Doina Rotaru, Mihaela Stănculescu-Vosganian, Sorin Lerescu, Violeta Dinescu, Dan Dediu, Liviu Dănceanu, Dora Cojocaru, Adrian Borza und Irinel Anghel.
Philosophie
Die Philosophie (die im kulturellen und wissenschaftlichen Diskurs Rumäniens immer eine zentrale Rolle gespielt hat, z. B. bei Dimitrie Cantemir, Mihai Eminescu, Titu Maiorescu, Lucian Blaga, Camil Petrescu, Mircea Eliade, Emil Cioran und Constantin Noica, und während der kommunistischen Diktatur vom Marxismus-Leninismus weitgehend, aber nie ganz verdrängt werden konnte) erlebte nach der politischen Wende eine neue Blüte. Die berühmtesten Philosophen sind die beiden schon erwähnten Noica-Schüler Gabriel Liiceanu und Andrei Pleșu sowie Horia-Roman Patapievici. In den letzten 20 Jahren wurden auch viele Fachgesellschaften und Fachzeitschriften gegründet, die die rumänische Philosophie an die aktuellen internationalen Debatten und Netzwerke angeschlossen haben, wie z. B. die Rumänische Gesellschaft für Phänomenologie und deren im Ausland viel beachtetes Fachorgan Studia Phaenomenologica.
Malerei
Nach 1989 erstarkte die Bewegung der naiven Maler, die an alte Traditionen der bäuerlichen Kunst anknüpft. Zu den bedeutendsten rumänischen Malern der Gegenwart gehört Adrian Ghenie, der einen abstrakt-figurativen Stil mit surrealistischen Elementen entwickelt hat.

## Rumänische Traditionen

### Folklore

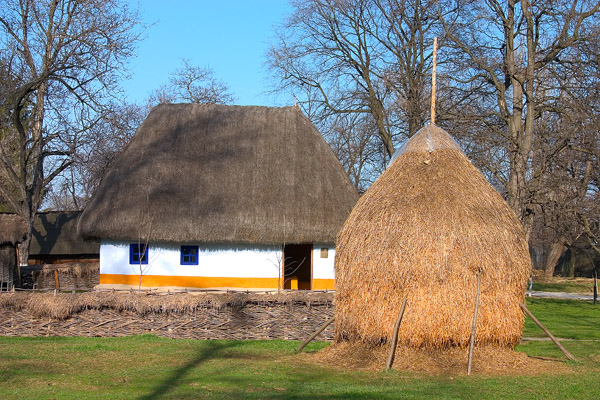
Traditionelles Haus in einem Heimatmuseum nahe Bukarest

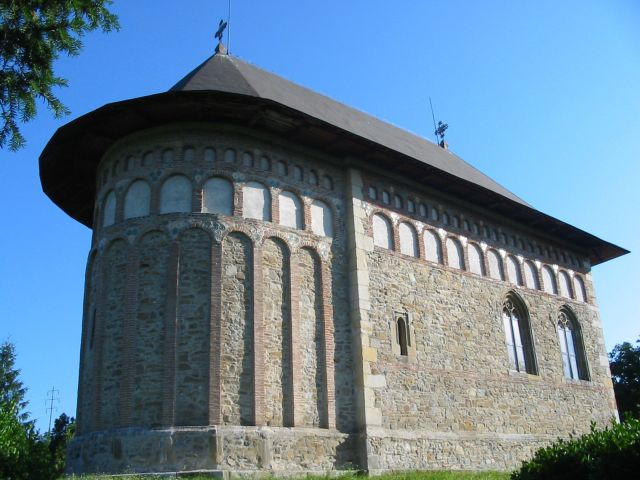
Die Kirche in Borzești

Rumänien hat sich vor allem in den ländlichen Regionen eine sehr reichhaltige Folklore bewahrt, deren Sitten und Gebräuche teilweise noch auf die Zeit der römischen Besatzung (106–271 n. Chr.) zurückverfolgt werden können. Die Volkskunst schließt Holzschnitzereien, Keramiken, Webkunst, traditionelle Kleidung, Tänze und einen sehr reichhaltigen Schatz an Volksliedern ein.
Mit dem Einsatz von Holz als wichtigem Baumaterial entstand eine reichhaltige Holzschnitzkunst, die heute noch an vielen alten Gebäuden auf dem Land angetroffen werden kann. Heimatmuseen in Bukarest oder das ASTRA Museum in Sibiu versuchen diese Kunst zu bewahren.
Leinen und Wolle waren traditionell das wichtigste Material für Kleidung. Geschmückt wird diese mit Stickereien, die sich von Region zu Region unterscheiden. Je nach Region sind Schwarz, Rot oder Blau die wichtigsten Farben. Traditionell, tragen Männer ein weißes Hemd und Wollhosen (itari) mit einem Ledergürtel und eine lederner Jacke. Frauen tragen traditionell ein weißes Hemd und eine weiße Weste, eine Schürze die șorț oder cătrință genannt wird und meist reich verziert ist, sowie ein Kopftuch (basma).
Musik und Tanz bilden den lebendigsten Teil der rumänischen Folklore und zeigen Einflüsse aus Ungarn, dem Osmanischen Reich und vom Balkan. Eine typische Form der Ballade ist die doina, ein improvisierter freirhythmischer Gesangsstil, der rein vokal oder instrumental begleitet gepflegt wird. Căntecul ist eine in vielen Variationen vorkommende Liedgattung. Zu den rumänischen Volksmusikinstrumenten gehören die Knickhalslaute cobsă, die Violine (vioară), das Hackbrett țambal sowie Zylindertrommeln (tobă, dubă) und die Rahmentrommel dairea. Flöten (allgemein fluier) sind die Schnabelflöte der Schäfer caval (vgl. kaval), die Panflöte nai und die lange Flöte ohne Grifflöcher tilincă. Hinzu kommen der Dudelsack cimpoi, die Langtrompete trâmbiță (ähnlich der ukrainischen trembita) und das acordeon. Professionelle Musiker (lăutari) sind mehrheitlich Roma.
Maria Tănase ist die bekannteste Folkloresängerin, ebenso bekannt sind Grigore Leșe und Taraful Haiducilor. Die Tänze sind recht lebhaft und leben in einer großen Zahl professioneller und laienhafter Tanzgruppen weiter. Hora ist einer der am weitesten verbreiteten Tänze und der călușari ist Teil des UNESCO-Welterbes.

### Spiritualität und Religion
Die Rumänen gelten als sehr spirituelles Volk, das stark von den Kirchen des Ostens beeinflusst ist, sich jedoch selbst als einzigartig sieht. Nur wenige Rumänen gehören der römisch-katholischen Konfession an, die Zahl der Protestanten ist verschwindend gering, 90 % sind rumänisch-orthodoxe Christen. Die Rumänen selbst gelten als sehr gläubig, die Kirche genießt im Volk großes Ansehen. Obwohl es zurzeit eine Diskussion über die Zusammenarbeit der Kirche mit den Kommunisten vor 1989 gibt, werden Priester wie Dumitru Stăniloae sehr verehrt.
Vor allem auf dem Land gibt es eine große Zahl eindrucksvoller Kirchen und Klöster, die in der Regel aus Holz gebaut wurden. Am sehenswertesten sind die Holzkirchen in der Maramureș. Architektonisch ist der byzantinische Einfluss klar erkennbar. In der südlichen Bukowina stehen einige Klöster, die inzwischen zum Weltkulturerbe der UNESCO gehören, darunter die in Moldovița, Putna, Sucevița, und Voroneț. In der Walachei steht die Kathedrale von Curtea de Argeș, die byzantinische und maurische Einflüsse zeigt.

### Traditionelle Küche
Die Küche zeigt dieselben Einflüsse wie die gesamte Kultur. Aus römischer Zeit existiert ein Kuchen, der plăcintă (nach lat. placenta) genannt wird, und die Türken brachten eine Art Fleischbällchen mit Knoblauch, schwarzem Pfeffer und Bohnenkraut mit in die rumänische Küche, gegrillt heißen sie mititei. Von den Griechen stammt die musacas, ein Auflaufgericht; von den Bulgaren eine große Vielfalt an Gemüsegerichten wie die zacuscă, ein Eintopf aus Tomaten, Auberginen und Pilzen; von den Österreichern übernahm man das șnițel (Wiener Schnitzel) und die covrigi, heiße Bretzeln, von den Ungarn stammen einige beliebte Backwaren.
Eine der am weitesten verbreiteten Beilagen zu Gerichten ist die Mămăligă, ein Maisbrei, der lange Zeit als „Arme-Leute-Essen“ galt. Schweinefleisch ist überaus beliebt in der rumänischen Küche, daher das Sprichwort: „Peștele cel mai bun, tot porcul rămâne“ – „Der beste Fisch ist immer noch das Schwein“. Dennoch gibt es auch zahlreiche Fisch- und Rindfleischgerichte. Zu Weihnachten verzehrt man traditionell cârnați – eine Art lange Würstchen, sowie piftie (Sülze), ein Gelee aus den Füßen, dem Kopf und den Ohren des Schweins (Aspik), außerdem tochitură, eine Art Eintopf. Als Nachspeise wird ein süßes Brot serviert (cozonac) und traditionelle Süßigkeiten aus dem osmanischen Kulturraum. Zu Ostern verzehrt man traditionell Lammgerichte.
Der Weinanbau hat in Rumänien eine zweitausend Jahre alte Tradition. Rumänien ist zurzeit der neuntgrößte Weinexporteur der Welt. Hatten die Weine bisher keinen sehr guten Ruf, bemüht man sich jetzt um mehr Qualität. Angebaute Sorten sind die heimischen Fetească, Grasă, Tamâioasa, aber auch international bekannte wie Riesling, Merlot, Sauvignon Blanc, Cabernet Sauvignon, Chardonnay, Muskat-Ottonel. Außerdem ist Rumänien der zweitgrößte Pflaumenproduzent der Welt, aus denen auch ein sehr bekannter Schnaps gebrannt wird, der țuică. Als deutsches Vermächtnis braut man Pilsener nach deutschem Reinheitsgebot.
Siehe auch: Rumänische Küche, Siebenbürgische Küche

## Denkmäler in der UNESCO-Liste des Weltkulturerbes
In den Jahren 1993 und 1999 wurden folgende Denkmäler in die UNESCO-Liste aufgenommen: die Moldauklöster mit Außenmalereien; Kloster Horezu; die Kirchenburgen in Siebenbürgen; die Altstadt von Sighișoara; die dakische Festungsanlage in den Bergen Orășties; die Holzkirchen in der Maramureș. Im Jahr 2005 wurde auch das Ritual der Călușari in die UNESCO-Liste des immateriellen Weltkulturerbes aufgenommen.

## Beiträge der Minderheiten

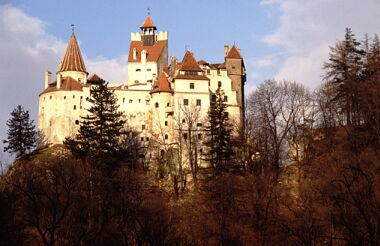
Schloss Bran

Das Vermächtnis der Siebenbürger findet sich in der Architektur der Region, in Kirchen, Festungsanlagen und den Städten. Der erste Brief in rumänischer Sprache war an den Bürgermeister von Kronstadt gerichtet, und das erste in rumänischer Sprache gedruckte Buch stammt aus Sibiu.
Rumänien gilt als Wiege des jüdischen Theaters und noch heute gibt es in Bukarest ein Staatliches Jüdisches Theater. Das erste jiddische Berufstheater der Welt wurde im Jahr 1876 in der Stadt Iași durch A. Goldfaden, den „Vater des jiddischen Theaters“, gegründet.
Weitere Impulse vermittelten Gruppen wie die Griechen, Magyaren, Tschechen oder Ukrainer.

## Musik im heutigen Rumänien
Viele rumänische Rockbands der 1970er und 1980er Jahre, wie Phoenix, Iris und Holograf, sind immer noch populär. Gleichzeitig entwickelten sich aber auch einige „Boybands“ und Hip-Hop-Gruppen. Die Pop-Rock-Band Taxi ist international bekannt. Spitalul de Urgență verbindet Folklore und moderne westliche Elemente. In Rumänien sind auch Jazz und Blues populär. Sonst orientiert sich der Musikgeschmack an dem des westlichen Europa.
Bekannte Musiker aus Rumänien sind unter anderem die Black-Metal-Band Negură Bunget, die Pop-Sängerinnen Alexandra Stan und Inna und Blaskapelle Fanfare Ciocărlia, sowie die Sopranistinnen und Opernsängerinnen Ileana Cotrubas und Angela Gheorghiu. Peter Maffay und Miss Platnum feierten ihre Erfolge besonders im deutschsprachigen Raum.